# 比尤拉鎮區 (明尼蘇達州卡斯縣)
比尤拉鎮區（英語：Beulah Township）是一個位於美國明尼蘇達州卡斯縣的行政鎮區。

## 人口
根據2020年美國人口普查的數據，比尤拉鎮區的面積為92.50平方千米，當中陸地面積為89.70平方千米，而水域面積為2.80平方千米。當地共有人口72人，而人口密度為每平方千米1人。